# Lesja Tsoerenko
Lesja Viktorivna Tsoerenko (Oekraïens: Леся Вікторівна Цуренко) (Volodymyrets, 30 mei 1989) is een tennisspeelster uit Oekraïne. Tsoerenko begon met tennis toen zij zes jaar oud was. Haar favoriete ondergrond is hardcourt. Zij speelt rechtshandig en heeft een tweehandige backhand. Zij is actief in het internationale tennis sinds 2007.

## Loopbaan
In 2007 speelde Tsoerenko haar eerste ITF-hoofdtoernooi in Bakoe (Azerbeidzjan) – zij bereikte daar meteen de finale, die zij verloor van de Georgische Tinatin Kavlashvili. In 2008 won zij haar eerste ITF-titel in Adana (Turkije).
In 2015 won Tsoerenko haar eerste WTA-titel, op het toernooi van Istanbul.

### Tennis in teamverband
In de periode 2011–2020 maakte Tsoerenko deel uit van het Oekraïense Fed Cup-team – zij behaalde daar een winst/verlies-balans van 15–15. In 2012 speelde zij in de eerste ronde van Wereldgroep I tegen Italië – ondanks haar eigen twee enkelspelzeges (over Francesca Schiavone en Sara Errani) verloor het Oekraïense team; door het daarop volgende verlies tijdens de Wereldgroep I play-offs viel het team terug naar Wereldgroep II.

## Posities op deWTA-ranglijst
Positie per einde seizoen:
| jaar | rang enkelspel | rang dubbelspel |
| ---- | -------------- | --------------- |
| 2007 | 663            | 844             |
| 2008 | 353            | 280             |
| 2009 | 265            | 127             |
| 2010 | 184            | 142             |
| 2011 | 120            | 213             |
| 2012 | 102            | 484             |
| 2013 | 70             | –               |
| 2014 | 96             | 525             |
| 2015 | 33             | 354             |
| 2016 | 58             | 1119            |
| 2017 | 42             | 164             |
| 2018 | 27             | 337             |
| 2019 | 70             | 142             |
| 2020 | 146            | 145             |
| 2021 | 119            | 806             |
| 2022 | 130            | –               |

## Resultaten grote toernooien
| Legenda | Legenda                          |
| ------- | -------------------------------- |
| g.t.    | geen toernooi gehouden           |
| l.c.    | lagere categorie                 |
| –       | niet deelgenomen                 |
| G       | uitgeschakeld in de groepsfase   |
| 1R      | uitgeschakeld in de eerste ronde |
| 2R      | uitgeschakeld in de tweede ronde |
| 3R      | uitgeschakeld in de derde ronde  |
| 4R      | uitgeschakeld in de vierde ronde |
| KF      | uitgeschakeld in de kwartfinale  |
| HF      | uitgeschakeld in de halve finale |
| F       | de finale verloren               |
| W       | het toernooi gewonnen            |
| w-v     | winst/verlies-balans             |

### Enkelspel
| toernooi            | 2011 | 2012 | 2013 | 2014 | 2015 | 2016 | 2017 | 2018 | 2019 | 2020 | 2021 | 2022 | 2023 |
| ------------------- | ---- | ---- | ---- | ---- | ---- | ---- | ---- | ---- | ---- | ---- | ---- | ---- | ---- |
| grandslamtoernooien |      |      |      |      |      |      |      |      |      |      |      |      |      |
| Australian Open     | 2R   | 2R   | 3R   | 1R   | 1R   | 1R   | 1R   | 2R   | 2R   | 1R   | –    | 1R   | 1R   |
| Roland Garros       | –    | 1R   | 1R   | –    | 1R   | 1R   | 3R   | 4R   | 3R   | –    | –    | 1R   | 4R   |
| Wimbledon           | 1R   | 1R   | 2R   | 2R   | 2R   | 1R   | 3R   | 2R   | 1R   | g.t. | –    | 3R   | 4R   |
| US Open             | –    | 1R   | 1R   | 1R   | 2R   | 4R   | 1R   | KF   | –    | –    | –    | 1R   |      |
| Premier Mandatory   |      |      |      |      |      |      |      |      |      |      |      |      |      |
| Indian Wells        | –    | 2R   | 3R   | –    | KF   | 3R   | 1R   | 1R   |      |      |      |      |      |
| Miami               | –    | –    | 2R   | –    | –    | 2R   | 1R   | 1R   |      |      |      |      |      |
| Madrid              | –    | –    | 1R   | –    | –    | 1R   | 1R   | 1R   |      |      |      |      |      |
| Peking              | –    | –    | –    | –    | 1R   | –    | 1R   | 2R   |      |      |      |      |      |
| Premier Five        |      |      |      |      |      |      |      |      |      |      |      |      |      |
| Dubai/Doha          | –    | –    | –    | –    | –    | 1R   | 1R   | 1R   | 3R   |      |      |      |      |
| Rome                | –    | –    | 1R   | –    | –    | 2R   | 2R   | 1R   |      |      |      |      |      |
| Montréal/Toronto    | –    | –    | –    | –    | KF   | –    | 1R   | 2R   |      |      |      |      |      |
| Cincinnati          | –    | –    | –    | –    | –    | 2R   | 2R   | KF   |      |      |      |      |      |
| Tokio/Wuhan         | –    | –    | –    | –    | 1R   | –    | 2R   | 1R   |      |      |      |      |      |

### Vrouwendubbelspel
| toernooi        | 2012 | 2013 | 2014 | 2015 | 2016 | 2017 | 2018 | 2019 |
| --------------- | ---- | ---- | ---- | ---- | ---- | ---- | ---- | ---- |
| Australian Open | –    | –    | 1R   | –    | –    | –    | –    | –    |
| Roland Garros   | 1R   | 1R   | –    | 1R   | –    | 1R   | 1R   | –    |
| Wimbledon       | –    | –    | –    | –    | 1R   | 3R   | –    | 2R   |
| US Open         | –    | –    | –    | 2R   | –    | –    | –    | –    |

## Palmares
| Legenda                 |
| ----------------------- |
| Grandslamtoernooi       |
| Olympische Spelen       |
| Year-End Championships  |
| Premier Mandatory       |
| Premier Five / WTA 1000 |
| Premier / WTA 500       |
| International / WTA 250 |
| Challenger / WTA 125    |

### WTA-finaleplaatsen enkelspel
| nr.              | finale     | toernooi      | ondergrond | tegenstandster      | score         |         |
| ---------------- | ---------- | ------------- | ---------- | ------------------- | ------------- | ------- |
| gewonnen finales |            |               |            |                     |               |         |
| 1.               | 2015-07-26 | WTA Istanbul  | hardcourt  | Urszula Radwańska   | 7-5, 6-1      | details |
| 2.               | 2016-09-24 | WTA Guangzhou | hardcourt  | Jelena Janković     | 6-4, 3-6, 6-4 | details |
| 3.               | 2017-03-04 | WTA Acapulco  | hardcourt  | Kristina Mladenovic | 6-1, 7-5      | details |
| 4.               | 2018-03-03 | WTA Acapulco  | hardcourt  | Stefanie Vögele     | 5-7, 7-6, 6-2 | details |
| verloren finales |            |               |            |                     |               |         |
| 1.               | 2019-01-06 | WTA Brisbane  | hardcourt  | Karolína Plíšková   | 6-4, 5-7, 2-6 | details |
| 2.               | 2023-02-05 | WTA Hua Hin   | hardcourt  | Zhu Lin             | 4-6, 4-6      | details |